# Гарцман, Аркадий Семёнович
Аркадий Семёнович Гарцман (укр. Аркадій Семенович Гарцман; 1 мая 1947, Киев — 23 июня 2022, Киев) — советский и украинский поэт, сценарист и актёр, автор текстов песен, инженер.

## Биография
Родился 1 мая 1947 года в Киеве. Работал слесарем на заводе, затем инженером в автобусном парке. Когда в конце 1980-х годов на Киевской киностудии шла работа над мультфильмом «Остров сокровищ», Гарцман написал несколько текстов песен и послал их режиссёру Давиду Черкасскому. В результате композитор Владимир Быстряков написал музыку на его стихи, и эти песни вошли в мультфильм, а самому Гарцману открылась дорога в искусство.
Аркадий Гарцман вместе с Робертом Виккерсом в 1990 году основали юмористическую газету «Блин» в Киеве. Аркадий Семенович на протяжении всего существования издания (с 1990 по 1998 год) занимал должность заместителя главного редактора. Интервью А. С. Гарцмана с деятелями культуры кроме «Блина» публиковались также в популярной газете «Зеркало недели».
Как автор текстов песен сотрудничал с такими композиторами, как Владимир Быстряков, Екатерина Семёнова, Александр Жилинский и др. Эти песни входят в репертуар известных эстрадных исполнителей, среди которых Алла Пугачёва, София Ротару, Николай Караченцов, Андрей Анкудинов, Евгений Паперный, Таисия Повалий, Верка Сердючка. Как актёр известен ролями интенданта Воробьёва в сериале «Ликвидация», писателя Исаака Бабеля в сериале «Утёсов» и ряде других сериалов.
Скончался в Израиле 23 июня 2022 года на 76-м году жизни, о чём сообщила его дочь Виктория Аронова на его официальной странице в социальной сети Facebook. Похоронен в Киеве.

## Фильмография

### Автор текстов песен
- 1988 — «Остров сокровищ»
- 1991 — «Казус импровизус»
- 1991 — «Круиз»
- 1992 — «Ехать — значит ехать…»
- 1997 — «Хиппинеада, или Остров любви»
- 2003 — «За двумя зайцами»
- 2007 — «Я считаю: раз, два, три, четыре, пять…»
- 2009 — «Индийское кино»
- 2010 — «Муж моей вдовы»
- 2014 — «Алиса в Стране чудес»

### Сценарист
- 2005 — Сорочинская ярмарка (фильм-мюзикл), в соавторстве с Игорем Шубом
- 2005 — Королева бензоколонки — 2, в соавторстве с Игорем Шубом
- 2006 — Танго любви[5], в соавторстве с Игорем Шубом
- 2008 — Сила притяжения (сериал)
- 2009 — Индийское кино, в соавторстве с Игорем Шубом
- 2010 — Золушка с прицепом (сериал)
- 2010 — Непрухи (сериал)
- 2010—2011 — Маруся (3 сезона)
- 2011 — Джамайка (сериал)
- 2014 — Джамайка 2 (сериал)
- 2014 — Наша Саша (сериал)
- 2015 — Дворняжка Ляля (сериал)
- 2015 — Клан ювелиров (сериал)
- 2016 — Райское место (сериал)
- 2018 — Кольцо с рубином (сериал)

### Актёр
- 2003 — Возвращение Мухтара (7 сезонов) — владелец похоронного бюро; концертный администратор; филателист; редактор таблоида и другие роли
- 2006 — Утёсов. Песня длиною в жизнь[6] — Исаак Бабель
- 2006 — Тайна Святого Патрика — постоянно жующий некто в штатском
- 2007 — Ликвидация — полковник Воробьёв, главный интендант Одесского военного округа

## Избранные песни
- «Эй, капитан!» (музыка Владимира Быстрякова) исполняет Максим Шевцов
- «Ехать — значит ехать…» (музыка Владимира Быстрякова) исполняет Николай Караченцов
- «Юбилей» (музыка Владимира Быстрякова) исполняет Николай Караченцов
- «Занавеска» (музыка Владимира Быстрякова) исполняет Николай Караченцов
- «Маленький чёрный полковник» (музыка Владимира Быстрякова) исполняет Николай Караченцов
- «Отмороженный» (музыка Екатерина Семёнова) исполняет Екатерина Семёнова
- «Стой!» (музыка Владимира Быстрякова) исполняет Екатерина Семёнова
- «Валя, Валюшка, Валя…» (музыка Владимира Быстрякова) исполняет Владимир Быстряков
- «И я тащусь» (музыка Владимира Быстрякова) исполняет Таисия Повалий
- «Наш роман» (музыка Владимира Быстрякова) исполняет Владимир Быстряков, из фильма «Я считаю: раз, два, три, четыре, пять…»
- «Одноразовая женщина» (музыка Владимира Быстрякова) исполняет Андрей Анкудинов
- «Песня о вреде пьянства» (музыка Владимира Быстрякова) исполняют Олег Шеременко и ансамбль «Фестиваль», из мультфильма «Остров сокровищ»
- «Песня о жадности» (музыка Владимира Быстрякова) исполняют Олег Шеременко и ансамбль «Фестиваль», из мультфильма «Остров сокровищ»
- «Песня о пользе спорта» (музыка Владимира Быстрякова) исполняют Олег Шеременко и ансамбль «Фестиваль», из мультфильма «Остров сокровищ»
- «Чернокожая блондинка» (музыка Владимира Быстрякова) исполняет Евгений Паперный
- «Гулянка» (музыка Андрея Данилко) исполняет Верка Сердючка
- «Тук-тук-тук» (музыка Андрея Данилко) исполняет Верка Сердючка[7]
- «Осенние цветы» (музыка Руслана Квинты) исполняет София Ротару